# Crotalaria boutiqueana
Crotalaria boutiqueana är en ärtväxtart som beskrevs av Rudolf Wilczek. Crotalaria boutiqueana ingår i släktet sunnhampor, och familjen ärtväxter. Inga underarter finns listade i Catalogue of Life.